# Celuloid (film)
Celuloid (wł. Celluloide) – włoski dramat filmowy z 1996 roku w reżyserii Carlo Lizzaniego. Zdjęcia kręcono w Rzymie.
Film opowiada o kulisach powstawania filmu Roberta Rosselliniego Rzym, miasto otwarte (1945), arcydzieła włoskiego neorealizmu.